# Slomó Lajtman
Slomó Lajtman, más írásmóddal Shlomo Leitman (Lengyelország, Varsó, ? - Sobibór, 1943. október 14.) szovjet katona volt, aki 1943 szeptemberében érkezett a sobibóri megsemmisítőtáborba. Részt vett a felkelés szervezésében.

## Élete
Varsói lengyel zsidó. Egy ideig a minszki gettóban raboskodott. Alekszandr Pecserszkij közeli barátja volt, ugyanazon transzporttal érkeztek Sobibórba. Egyike lett azon hét embernek, akik a szökési bizottságot alkották. Lajtman volt az, aki felvetette egy alagút ásásának gondolatát, melyet az asztalosműhelyből indítottak volna. Az ásás 1943. októberének elején kezdődött. A 8–9-i heves esőzések elárasztották az alagutat, ezért új menekülési útvonalat kellett kitervelni. 
Slomó Lajtman parancsot kapott arra, hogy a felkelés napján az asztalosműhelyben ölje meg Friedrich Gaulstich SS-Unterscharführert. Egy baltával végzett vele. Később, a szökés során megsebesült, és az erdőben meghalt.

## Fordítás
- Ez a szócikk részben vagy egészben  a   Schlomo Lajtman című német Wikipédia-szócikk ezen változatának fordításán alapul.  Az eredeti cikk szerkesztőit annak laptörténete sorolja fel. Ez a jelzés csupán a megfogalmazás eredetét és a szerzői jogokat jelzi, nem szolgál a cikkben szereplő információk forrásmegjelöléseként.